# پرفوراسیون

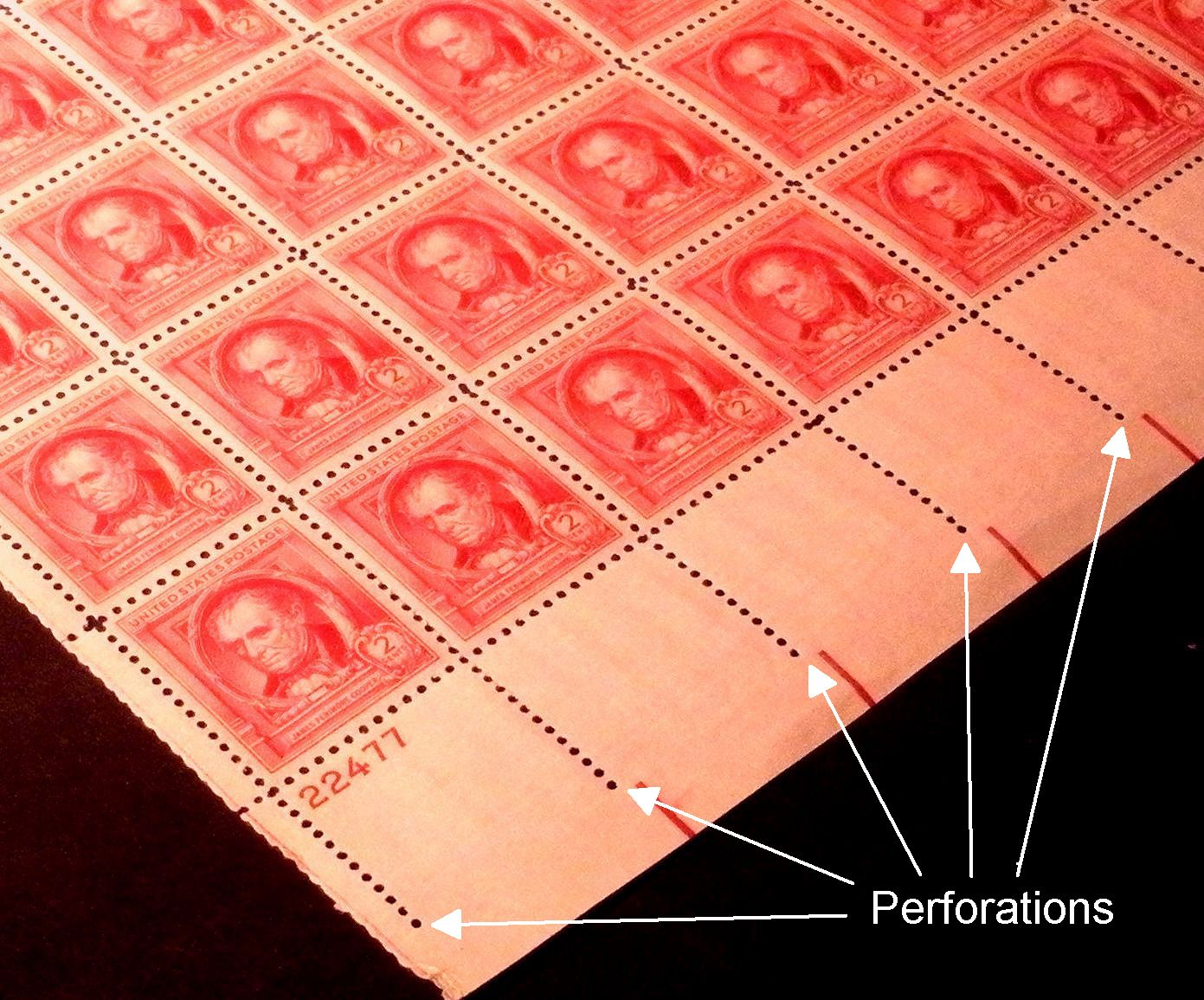
نمونه‌ای از پرفوراسیون

پرفوراسیون (به انگلیسی: perforation) یا آژِش مجموعه سوراخ‌های کوچک بر روی یک ورقه نازک یا یک شبکه است. این ورقه می‌توانی از جنس کاغذ یا فلز یا هر نوع ماده دیگر باشد. معمولاً بر روی این ورقه‌ها بیش از یک سوراخ با با یک نظم خاص وجود دارد. و به مجموعه این سوراخ‌های کوچک پرفوراسیون می‌گویند. عموماً از دستگاهی مانند پانچ برای ایجاد این سوراخ‌ها استفاده می‌کنند.

## کاربردها
از نظر تاریخی پرفوراسیون در تولید تمبرها و بلیط‌های قطار استفاده می‌شد.. کاربرد پرفوراسیون عموماً آسان سازی فرایند جداسازی دو بخش می‌باشد. به عنوان مثال برای جداسازی تمبرها از یک صفحه حاوی تعداد زیادی تمبر از پرفوراسیون استفاده می‌شود و می‌توان تمبرها را از روی خط سوراخ‌ها جدا کرد. این روش در جداسازی ورقه‌های مقوایی یا کاغذی یا فیلم‌های پلاستیکی در بسته‌بندی‌ها کاربرد دارد.
کیسه‌های نان اغلب دارای سوراخ‌های ریز هستند که با آزاد کردن رطوبت اضافی نان را تازه نگه دارد. به‌طور مشابه، در کیسه‌های بتن از سوراخ‌های کوچکی استفاده می‌کنند تا اجازه دهند هوا در حین پر شدن از آن خارج شود.
یکی دیگر از کاربردهای پرفوراسیون ایجاد فیلترهای مایعات یا فیلترهای نور است. با ایجاد سوراخ‌های ریز روی ورقه‌ها می‌توان کاغذهای مخصوص فیلتر مایعات تولید کرد. همچنین می‌توان با ایجاد الگوهای مختلف توسط سوراخ‌ها بر روی کاغذ، فیلترهای نور تولید کرد.

#### در صنعت سینما
اگر دقت کرده‌باشید، در کنار دو طرف فیلم‌های نواری در سینماها یا در دوربین‌های عکاسی آنالوگ سوراخ‌هایی وجود دارد که آن‌ها نیز طی عملیات دندانه‌زنی ایجاد شده‌اند. دندانه در اطراف فیلم‌ها کمک می‌کند تا سرعت نمایش فیلم در سینما دقیق و قابل اندازه‌گیری باشد و به عنوان مثال می‌تواند معیاری باشد تا سرعت نمایش تصویر با سرعت پخش صدا هماهنگ باشد.

#### در علم رایانه
در گذشته که رایانه‌ها مانند امروزه پیشرفته نبودند، کدها و داده‌ها بر روی کاغذهای مخصوصی پانچ می‌شدند. پانچ‌شدن کاغذ به نشانه صفر و پانچ نشدن آن به نشانه یک بوده و به این ترتیب می‌توانستند کدهای باینری را بر روی کارت‌های پانچ یا نوارهای پانچ ایجاد کنند.

## روش‌های ایجاد پرفوراسیون

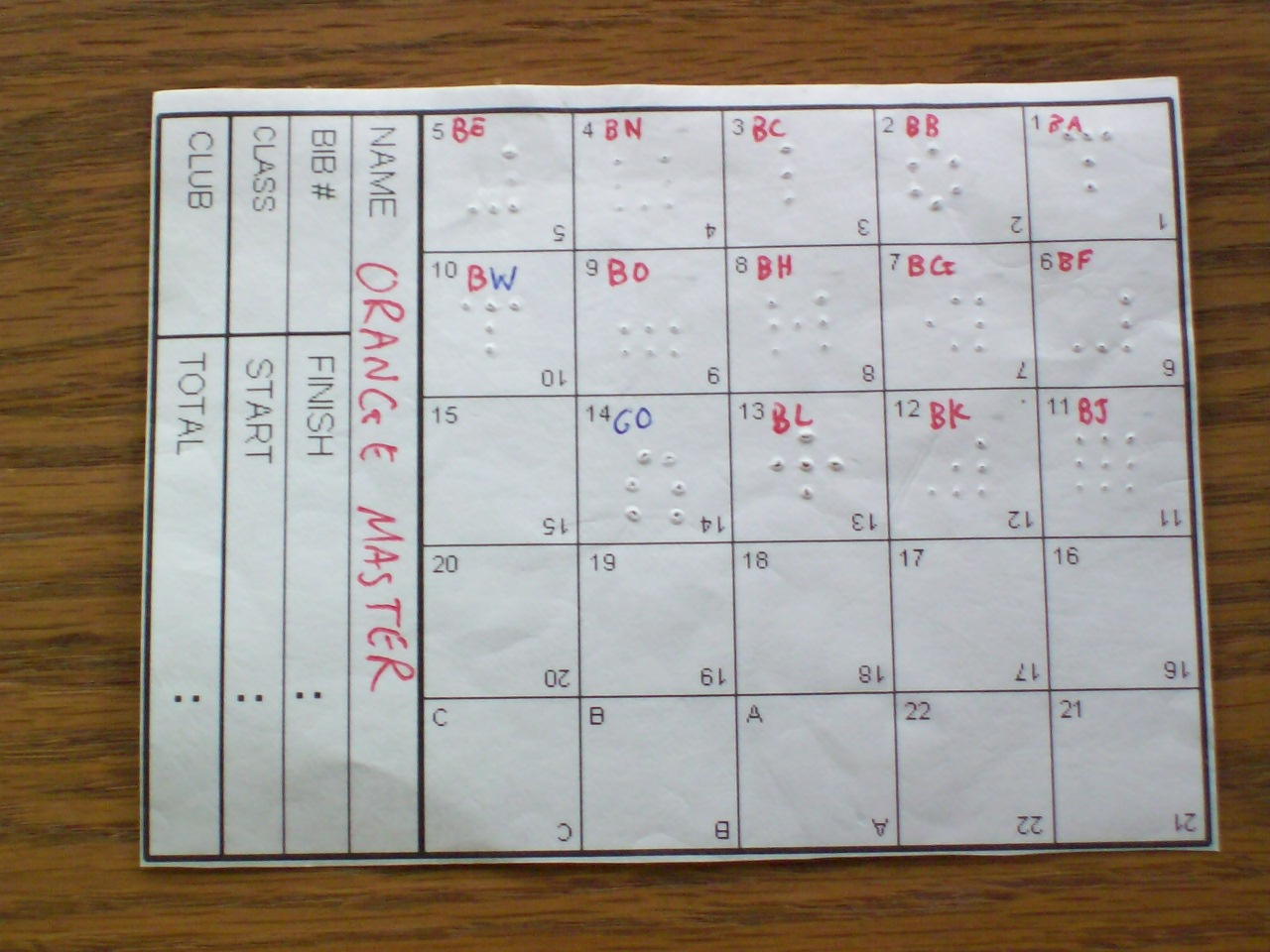
استفاده از سوزن برای انجام پرفوراسیون

### پین و سوزن
یکی از روش‌های ایجاد پرفوراسیون استفاده از نوعی غلطک است که بر روی آن سوزن‌هایی وجود دارد که با چرخاندن غلطک بر روی ورقه‌ها می‌توان سوراخ‌ها را بر روی آن‌ها درج کرد. این روش بسیار دقیق است و برای ایجاد سوراخ‌ها با فواصل یکسان استفاده می‌شود. علاوه بر مکانیزم غلطک، می‌سوان از مکانیزم ضربه هم برای ایجاد پرفوراسیون استفاده کرد. این سوزن‌ها بسته به جنس ورق می‌توانند گرم یا سرد باشند. به عنوان مثال برای سوراخ کردن برخی ورقه‌های پلیمری از سوزن‌های گرم استفاده می‌شود. استفاده از سوزن‌های گرم در برخی موارد که ورقه خاصیت الاستیک دارد می‌تواند سوزاخ‌هایی مانند دهانه آتشفشان ایجاد کند که بسته به کاربرد می‌تواند مناسب یا نامناسب باشد.
سوزن‌ها و غلطک‌های مخصوص پرفوراسیون می‌توانند از مواد پلیمری یا فلزی مانند آلومینیوم یا فولاد ساخته شوند. در فیلم‌های شکننده‌تر، سوراخ سرد می‌تواند به جای ایجاد حفره گرد باعث شکستگی یا ترک فیلم شود. همچنین می‌تواند میزان استحکام فیلم را تحت فشار کاهش‌دهد. راه حل برای این مشکل گرم کردن پین است. گرم کردن پین یا سوزن، علاوه بر آسان کردن عملیات پرفوراسیون، باعث مستحکم تر شدن حلقه سوراخ شده نیز می‌شود.

### پانچ و قالب

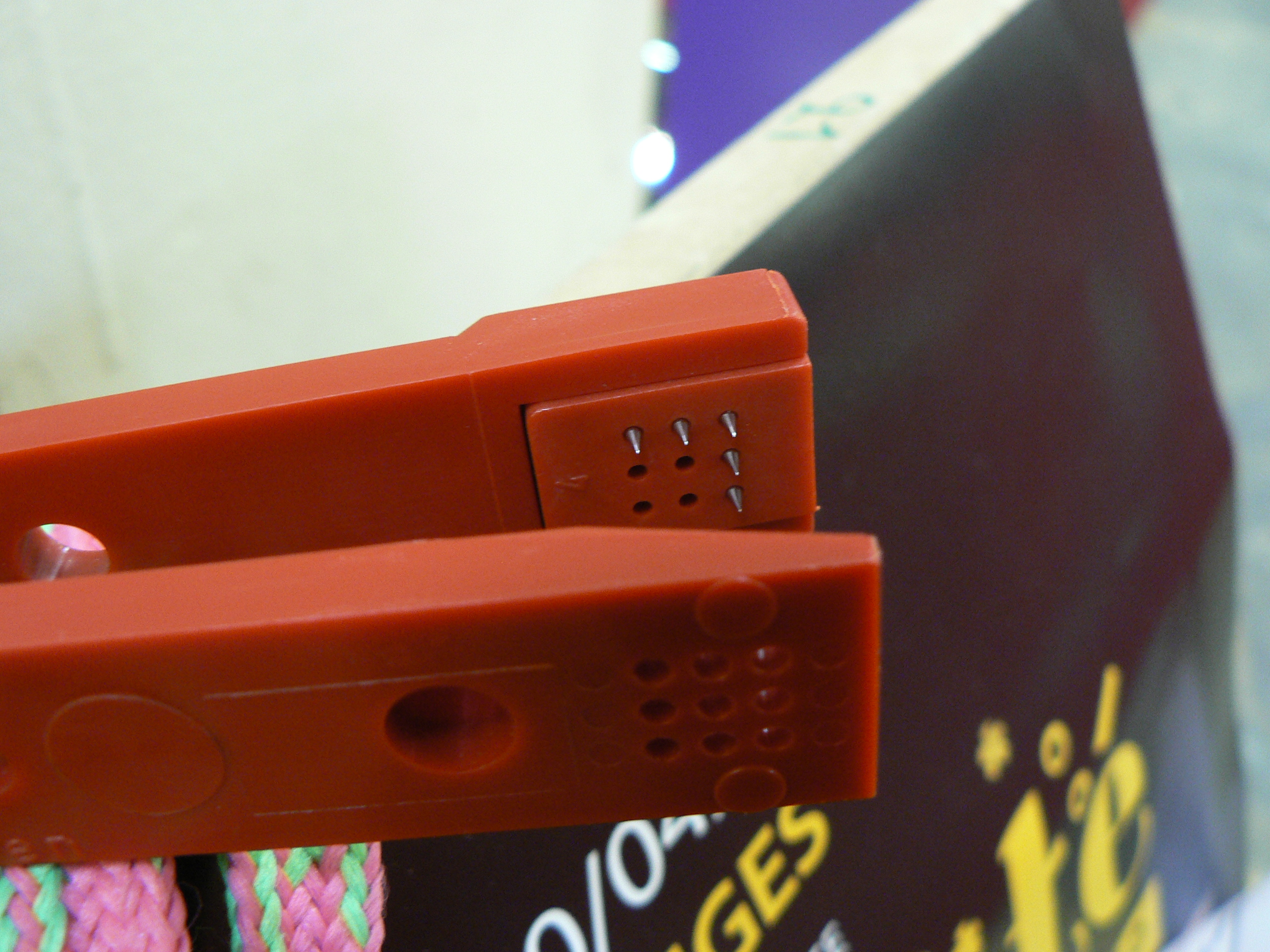
پانچ و قالب

قالب و پانچ را می‌توان برای مواد ضخیم‌تر یا موادی که نیاز به سوراخ‌های بزرگ دارند استفاده کرد. برای صفحات فلزی این فرایند رایج‌ترین روش پرفوراسیون است. مکانیزم انجام پرفوراسیون با استفاده از پانچ و قالب به این صورت است که ابتدا صفحه فلزی بین پانچ و قالب قرار می‌گیرد و با اعمال نیرو، پانچ صفحه را سوراخ می‌کند. می‌توان اشکال بزرگتر را نیز توسط پانچ برروی ورق‌ها ایجاد کرد. همچنین، با استفاده از این روش، می‌نوان اشکالی بجز دایره را بر روی ورق پانچ کرد. مکانیزم پانچ و قالب می‌تواند دستی یا به صورت اتوماتیک در خطوط تولید انجام شود.

### لیزر
برش لیزری می‌تواند بسیاری از سوراخ‌های دقیق را بر روی یک ورق ایجاد کند. سوراخ‌های لیزری از بسیاری جهات شبیه سوراخ‌های سوزنی داغ هستند. متأسفانه سیستم‌های ایجاد سوراخ لیزری بسیار گران هستند و تنها برای تولیدات انبوه از نظر اقتصادی به‌صرفه هستند. یکی از مزایای بزرگ پرفوراسیون لیزری اندازه سوراخ‌های دقیق در مقایسه با سوراخ مکانیکی است. در برخی بسته‌بندی‌ها که نیاز است اتمسفر داخل بسته ثابت بماند این روش پرکاربرد است و می‌تواند بدون برخورد فیزیکی قطعات با سطح ورقه، سوراخ‌ها را ایجاد کند. سوراخ لیزری اغلب بر روی دستگاه‌های برش رول انجام می‌شود، زیرا مواد چاپ شده به اندازه رول نهایی بریده می‌شوند.

## پرفوراسیون در پزشکی
واژه پرفوراسیون در پزشکی به معنی سوراخ شدن جدار یک اندام است و در مواردی مانند سوراخ شدن جدار معده، پرده صماخ و روده به کار می‌رود. به بیان دیگر، هرگونه سوراخ شدن معده، روده باریک، روده بزرگ و کیسه صفرا که منجر به نشت مواد از داخل این ارگان‌ها به محوطه شکم، که یک محیط کاملاً استریل می‌باشد را پرفوراسیون یا سوراخ شدن دستگاه گوارش گویند و منجر به آلوده شدن محوطه شکم با ترشحات اسیدی و صفراوی و میکروب‌ها می‌شود. تشخیص به‌موقع آن می‌تواند زندگی فرد را نجات داده و عوارض مزمن را کاهش دهد. اپاندیسیت حاد، دیورتیکولیت، ترکیدن کیسه صفرا و تروما یا آسیب‌های بیرونی مثل چاقو و گلوله می‌توانند عامل پرفوراسیون باشد.